# Кинкейд, Томас
Томас Кинкейд (англ. Thomas Kinkade; 1958, Сакраменто — 2012, Монте-Серено) — американский художник, отличался распространением печатных репродукций своих работ, в частности его картины часто встречаются на пазлах и календарях. Он характеризовал себя как «Томас Кинкейд, Художник Света» (зарегистрированная торговая марка) и как «самый коллекционируемый ныне живущий художник Америки». Компания Media Arts, распространяющая продукцию Томаса Кинкейда, заявляет, что в 1 из 20 домов США в той или иной форме есть одно из изображений, выполненное Кинкейдом. Искусство Кинкейда часто критиковалось за излишнюю коммерционализированность, называлось китчем.

## Биография
Томас Кинкейд вырос в маленьком городке Плейсервилль, штат Калифорния, окончил среднюю школу в 1976 году, учился в Калифорнийском университете в Беркли и Колледже Искусства в Пасадине. Женился в 1982 году, супругу зовут Нанетт, у них родились четыре дочери: Мерритт (р. 1988), Чандлер (р. 1991), Уинсор (р. 1995) и Эверетт (р. 1997), все названы в честь знаменитых художников.
Учителями Кинкейда до колледжа были Чарльз Белл и Гленн Весселс. Весселс и убедил Кинкейда поступать в Калифорнийский университет в Беркли. Отношения Кинкейда и Весселса показаны в полубиографическом фильме «Рождественский коттедж», выпущенном в 2008 году.

## Молодые годы
После двух лет общего обучения в Беркли Кинкейд перевёлся в знаменитый национальный Художественный Колледж в Пасадене.
В июне 1980 Кинкейд провёл летнее путешествие по Соединённым Штатам со своим другом из колледжа, Джеймсом Гарни. Оба закончили своё путешествие в Нью-Йорке и заключили контракт с издательством Гуптилл на выпуск «Руководства по созданию эскиза». Двумя годами позже они выпустили «Руководство для художников по созданию эскиза» (The Artist’s Guide to Sketching), которое стало одним из наиболее продаваемых продуктов этой компании в том году. Успех книги привёл его и Гарни в Студию Ральфа Бакши, создающую декорации к анимационному фильму «Огонь и Лёд» (1983). Пока Кинкейд работал над фильмом, он начал пробовать рисовать свет и воображаемые миры. После фильма Кинкейд решил зарабатывать как художник, продавая свои оригиналы в галереях по всей Калифорнии.

## Творчество
Главной особенностью картин Кинкейда являлись светящиеся блики и насыщенные пастельные тона. Он изображал в импрессионистском стиле светящиеся контуры, буколические, идиллические предметы, такие как сады, ручьи, каменные коттеджи, городские улочки.
Также он писал картины на различные христианские темы, изображал христианские кресты и церкви. Себя Кинкейд называл «набожным христианином» (все его дети имеют второе имя «Кристиан»). Кинкейд говорил, что получает вдохновение от религии и что в его работах содержится большой моральный аспект. Также он считал, что его задача как художника трогать людей всех вероисповеданий, чтобы принести мир и радость в их жизнь через образы, которые он создаёт.